# Reta

As retas vermelha e azul neste gráfico têm o mesmo declive; as retas vermelha e verde têm o mesmo intercepto em y (cruza o eixo y no mesmo local).

Uma representação de um segmento de reta.

A noção de reta (AO 1945: recta) ou linha reta foi introduzida por matemáticos antigos para representar objetos retos (isto é, sem curvatura) com largura e profundidade desprezíveis. As retas são uma idealização de tais objetos. Até o século XVII, as retas eram definidas como "[...] a primeira espécie de quantidade, que possui apenas uma dimensão: comprimento, sem largura nem profundidade, e nada mais é do que o fluxo ou a passagem do ponto que [...] partirá de seu imaginário movendo algum vestígio de comprimento, isento de qualquer largura. […] A linha reta é aquela que se estende igualmente entre seus pontos".
Euclides descreveu uma reta como "comprimento sem largura" que "reside igualmente em relação aos pontos em si"; ele introduziu vários postulados como propriedades básicas não prováveis a partir das quais ele construiu toda a geometria, que agora é chamada geometria euclidiana para evitar confusão com outras geometrias que foram introduzidas desde o final do século XIX (como geometria não euclidiana, projetiva e afim).
Na matemática moderna, dada a multiplicidade de geometrias, o conceito de uma reta está intimamente ligado à maneira como a geometria é descrita. Por exemplo, na geometria analítica, uma reta no plano é frequentemente definida como o conjunto de pontos cujas coordenadas satisfazem uma determinada equação linear, mas em um cenário mais abstrato, como a geometria de incidência, uma reta pode ser um objeto independente, distinto de o conjunto de pontos que estão nele.
Quando uma geometria é descrita por um conjunto de axiomas, a noção de uma reta geralmente é deixada indefinida (o chamado objeto primitivo). As propriedades das retas são determinadas pelos axiomas que se referem a elas. Uma vantagem dessa abordagem é a flexibilidade que ela oferece aos usuários da geometria. Assim, na geometria diferencial, uma reta pode ser interpretada como geodésica (caminho mais curto entre os pontos), enquanto em algumas geometrias projetivas uma reta é um espaço vetorial bidimensional (todas as combinações lineares de dois vetores independentes). Essa flexibilidade também se estende além da matemática e, por exemplo, permite que os físicos pensem no caminho de um feixe de luz como sendo uma reta.

## Definições versus descrições
Todas as definições são, em última análise, de natureza circular, pois dependem de conceitos que devem ter definições, uma dependência que não pode ser continuada indefinidamente sem retornar ao ponto de partida. Para evitar esse círculo vicioso, certos conceitos devem ser tomados como conceitos primitivos; termos que não têm definição. Na geometria, é frequente o conceito de reta ser tomado como primitivo. Nas situações em que uma reta é um conceito definido, como na geometria analítica, algumas outras ideias fundamentais são consideradas primitivas. Quando o conceito de reta é primitivo, o comportamento e as propriedades das retas são ditados pelos axiomas que eles devem satisfazer.
Em um tratamento axiomático simplificado ou não-axiomático da geometria, o conceito de uma noção primitiva pode ser abstrato demais para ser tratado. Nessa circunstância, é possível que seja fornecida uma descrição ou imagem mental de uma noção primitiva para fundamentar a construção da noção sobre a qual formalmente se basearia nos axiomas (não declarados). Descrições deste tipo podem ser referidas, por alguns autores, como definições neste estilo informal de apresentação. Essas não são definições verdadeiras e não podem ser usadas em provas formais de declarações. A "definição" da reta n'Os Elementos de Euclides se enquadra nessa categoria. Mesmo no caso em que uma geometria específica está sendo considerada (por exemplo, geometria euclidiana), não há concordância geralmente aceita entre os autores sobre o que deve ser uma descrição informal de uma reta quando o assunto não está sendo tratado formalmente.

## Na geometria euclidiana
Quando a geometria foi formalizada pela primeira vez por Euclides n'Os Elementos, ele definiu uma reta geral (reta ou curva) como "comprimento sem largura", com uma linha reta sendo uma linha "que se encontra uniformemente com os pontos em si". Essas definições têm pouca finalidade, pois usam termos que não são, eles próprios, definidos. De fato, Euclides não usou essas definições neste trabalho e provavelmente as incluiu apenas para deixar claro ao leitor o que estava sendo discutido. Na geometria moderna, uma reta é simplesmente tomada como um objeto indefinido com propriedades dadas por axiomas, mas às vezes é definida como um conjunto de pontos que obedecem a uma relação linear quando algum outro conceito fundamental é deixado indefinido.
Em uma formulação axiomática da geometria euclidiana, como a de Hilbert (os axiomas originais de Euclides continham várias falhas que foram corrigidas pelos matemáticos modernos), afirma-se que uma reta tem certas propriedades que a relacionam a outras linhas e pontos. Por exemplo, para quaisquer dois pontos distintos, existe uma reta única que os contém e quaisquer duas retas distintas se cruzam no máximo em um ponto. Em duas dimensões, ou seja, o plano euclidiano, duas retas que não se cruzam são chamadas paralelas. Em dimensões mais altas, duas retas que não se cruzam são paralelas se estiverem contidas em um plano ou reversas se não estiverem.
Qualquer coleção de muitas retas finitas divide o plano em polígonos convexos (possivelmente sem limites); essa partição é conhecida como um arranjo de retas.

### No plano cartesiano
Retas em um plano cartesiano ou, mais geralmente, em coordenadas afins, podem ser descritas algebricamente por equações lineares.

Em duas dimensões, a equação para retas não verticais é geralmente dada na forma de interceptação de inclinação:
{\displaystyle y=ax+b}
Onde:
{\displaystyle a} é o declive da reta (ou coeficiente angular).
{\displaystyle b} é o intercepto em y da reta.
{\displaystyle x} é a variável independente da função {\displaystyle y=f(x)}.
A inclinação da reta através dos pontos {\displaystyle A(x_{a},y_{a})} e {\displaystyle B(x_{b},y_{b})}, quando {\displaystyle x_{a}\neq x_{b}}, é dado por {\displaystyle m=(y_{b}-y_{a})/(x_{b}-x_{a})} e a equação desta reta pode ser escrita como{\displaystyle y=a(x-x_{a})+y_{a}}.

No {\displaystyle \mathbb {R^{2}} }, cada reta {\displaystyle L} (incluindo retas verticais) é descrito por uma equação linear da forma
{\displaystyle L=\{(x,y)\mid ax+by=c\}}
com coeficientes reais fixos {\displaystyle a}, {\displaystyle b} e {\displaystyle c} tal que {\displaystyle a} e {\displaystyle b} não são ambos zero. Usando esta forma, as retas verticais correspondem às equações com {\displaystyle b=0}.
Existem muitas maneiras variantes de escrever a equação de uma reta que pode ser convertida de uma para outra por manipulação algébrica. Essas formas geralmente são nomeadas pelo tipo de informação (dados) sobre a reta necessária para anotar a forma. Alguns dos dados importantes de uma reta são sua inclinação, interceptação em x, pontos conhecidos na reta e interceptação em {\displaystyle y}.

A equação da reta que passa por dois pontos diferentes {\displaystyle P_{0}(x_{0},y_{0})} e {\displaystyle P_{1}(x_{1},y_{1})} pode ser escrita como
{\displaystyle (y-y_{0})(x_{1}-x_{0})=(y_{1}-y_{0})(x-x_{0})}
Se {\displaystyle x_{0}\neq x_{1}}, esta equação pode ser reescrita como
{\displaystyle y=(x-x_{0})\,{\frac {y_{1}-y_{0}}{x_{1}-x_{0}}}+y_{0}}
ou
{\displaystyle y=x\,{\frac {y_{1}-y_{0}}{x_{1}-x_{0}}}+{\frac {x_{1}y_{0}-x_{0}y_{1}}{x_{1}-x_{0}}}\,.}
Em três dimensões, as retas não podem ser descritas por uma única equação linear; portanto, elas são frequentemente descritas por equações paramétricas:
{\displaystyle x=x_{0}+at}
{\displaystyle y=y_{0}+bt}
{\displaystyle z=z_{0}+ct}
onde:
{\displaystyle x}, {\displaystyle y} e {\displaystyle z} são todas funções da variável independente {\displaystyle t} que varia sobre os números reais.
({\displaystyle x_{0}}, {\displaystyle y_{0}}, {\displaystyle z_{0}}) é qualquer ponto da reta.
{\displaystyle a}, {\displaystyle b}, {\displaystyle c} e estão relacionados com o declive da reta, de tal modo que o vetor ({\displaystyle a}, {\displaystyle b}, {\displaystyle c}) é paralelo à reta.

Eles também podem ser descritos como soluções simultâneas de duas equações lineares
{\displaystyle a_{1}x+b_{1}y+c_{1}z-d_{1}=0}
{\displaystyle a_{2}x+b_{2}y+c_{2}z-d_{2}=0}
de tal modo que {\displaystyle (a_{1},b_{1},c_{1})} e {\displaystyle (a_{2},b_{2},c_{2})} não são proporcionais (as relações {\displaystyle a_{1}=ta_{2},b_{1}=tb_{2},c_{1}=tc_{2}} implicam {\displaystyle t=0}) Isso ocorre porque em três dimensões uma única equação linear geralmente descreve um plano e uma reta é o que é comum a dois planos de interseção distintos.

#### Na forma normal
A forma normal (também chamada de forma normal de Hesse, após o matemático alemão Ludwig Otto Hesse) é baseada no segmento normal de uma determinada reta, que é definida como o segmento de reta desenhado a partir da origem perpendicular à reta. Esse segmento une a origem ao ponto mais próximo da reta até a origem. A forma normal da equação de uma linha reta no plano é dada por:
{\displaystyle y\sin \theta +x\cos \theta -p=0,}
onde {\displaystyle \theta } é o ângulo de inclinação do segmento normal (o ângulo orientado do vetor unitário do eixo {\displaystyle x} para esse segmento) e {\displaystyle p} é o comprimento (positivo) do segmento normal. A forma normal pode ser derivada da forma geral {\displaystyle ax+by=c} dividindo todos os coeficientes por
{\displaystyle {\frac {c}{|c|}}{\sqrt {a^{2}+b^{2}}}.}
Diferentemente das formas de interceptação, essa forma pode representar qualquer reta, mas também exige que apenas dois parâmetros finitos, {\displaystyle \theta } e {\displaystyle p}, sejam especificados. Se {\displaystyle p>0}, então {\displaystyle \theta } é definido exclusivamente no módulo {\displaystyle 2\pi }.

### Em coordenadas polares
Nas coordenadas polares no plano euclidiano, a forma intercepto-inclinação da equação de uma reta é expressa como:
{\displaystyle r={\frac {ar\cos \theta +b}{\sin \theta }},}
onde {\displaystyle a} é a inclinação da reta e {\displaystyle b} é o intercepto em {\displaystyle y}. Quando {\displaystyle \theta =0}, o gráfico será indefinido. A equação pode ser reescrita para eliminar descontinuidades desta maneira:
{\displaystyle r\sin \theta =ar\cos \theta +b.}
Nas coordenadas polares no plano euclidiano, a forma de interceptação da equação de uma reta que não é horizontal, não vertical e que não passa pelo polo pode ser expressa como
{\displaystyle r={\frac {1}{{\frac {\cos \theta }{x_{o}}}+{\frac {\sin \theta }{y_{o}}}}}}
onde {\displaystyle x_{o}} e {\displaystyle y_{o}} representam as interceptações em {\displaystyle x} e {\displaystyle y}, respectivamente. A equação acima não é aplicável para retas verticais e horizontais, porque nesses casos uma das interceptações não existe. Além disso, não é aplicável em retas que passam pelo mastro, pois, neste caso, as intercepções {\displaystyle x} e {\displaystyle y} são zero (o que não é permitido aqui, pois {\displaystyle x_{o}} e {\displaystyle y_{o}} são denominadores). Uma reta vertical que não passa pelo polo é dada pela equação
{\displaystyle r\cos \theta =x_{o}.}
Da mesma forma, uma reta horizontal que não passa pelo polo é dada pela equação
{\displaystyle r\sin \theta =y_{o}.}
A equação de uma reta que passa através do polo é simplesmente dada como:
{\displaystyle \tan \theta =a}
onde {\displaystyle a} é a inclinação da reta.

### Como uma equação vetorial
A equação vetorial da reta através dos pontos {\displaystyle A} e {\displaystyle B} é dada por {\displaystyle \mathbf {r} =\mathbf {OA} +\lambda \,\mathbf {AB} } (onde {\displaystyle \lambda } é escalar).
Se {\displaystyle a} é o vetor {\displaystyle OA} e {\displaystyle b} é o vetor {\displaystyle OB}, então a equação da reta pode ser escrita como: {\displaystyle \mathbf {r} =\mathbf {a} +\lambda (\mathbf {b} -\mathbf {a} )}.
Um raio começando no ponto {\displaystyle A} é descrito pela limitação de {\displaystyle \lambda }. Um raio é obtido se {\displaystyle \lambda \geq 0}, e o raio oposto vem de {\displaystyle \lambda \leq 0}.

### No espaço euclidiano
No espaço tridimensional, uma equação de primeiro grau nas variáveis {\displaystyle x}, {\displaystyle y} e {\displaystyle z} define um plano; portanto, duas dessas equações, desde que os planos que eles originam não sejam paralelos, definem uma reta que é a interseção dos planos. De maneira mais geral, no espaço {\displaystyle n}-dimensional {\displaystyle n-1}, as equações de primeiro grau nas variáveis de coordenadas {\displaystyle n} definem uma reta sob condições adequadas.

De um modo mais geral espaço euclidiano, {\displaystyle \mathbb {R} ^{n}} (e, analogamente, em todos os outros espaço afim), a reta {\displaystyle L} passando através de dois pontos diferentes {\displaystyle A} e {\displaystyle B} (considerado como vetores) é o subconjunto
{\displaystyle L=\{(1-t)\,a+t\,b\mid t\in \mathbb {R} \}}
A direção da reta é de {\displaystyle a} {\displaystyle (t=0)} para {\displaystyle b} {\displaystyle (t=1)}, ou seja, na direção do vetor {\displaystyle b-a}. Diferentes escolhas de {\displaystyle a} e {\displaystyle b} podem produzir a mesma reta.

#### Pontos colineares
Três pontos são colineares se estiverem na mesma reta. Três pontos geralmente determinam um plano, mas no caso de três pontos colineares isso não acontece.
Em coordenadas afins, no espaço {\displaystyle n}-dimensional os pontos {\displaystyle X=(x_{1},x_{2},...,x_{n})}, {\displaystyle Y=(y_{1},y_{2},...,y_{n})}, e {\displaystyle Z=(z_{1},z_{2},...,z_{n})} são colineares se a matriz
{\displaystyle {\begin{bmatrix}1&x_{1}&x_{2}&\dots &x_{n}\\1&y_{1}&y_{2}&\dots &y_{n}\\1&z_{1}&z_{2}&\dots &z_{n}\end{bmatrix}}}
tiver uma classificação inferior a 3. Em particular, para três pontos no plano {\displaystyle (n=2)}, a matriz acima é quadrada e os pontos são colineares se e somente se seu determinante for zero.
Equivalentemente para três pontos em um plano, os pontos são colineares se e somente se a inclinação entre um par de pontos for igual à inclinação entre qualquer outro par de pontos (nesse caso, a inclinação entre o par de pontos restante será igual às outras inclinações). Por extensão, {\displaystyle k} pontos em um plano são colineares se e somente se algum {\displaystyle (k-1)} pares de pontos tiverem as mesmas inclinações em pares.

Na geometria euclidiana, a distância Euclidiana {\displaystyle d} {\displaystyle (a,b)} entre dois pontos {\displaystyle a} e {\displaystyle b} podem ser usadas para expressar a colinearidade entre três pontos por:
Os pontos {\displaystyle a}, {\displaystyle b} e {\displaystyle c} são colineares se e somente se {\displaystyle d} {\displaystyle (x,a)=d} {\displaystyle (c,a)} e {\displaystyle d} {\displaystyle (x,b)=d} {\displaystyle (c,b)} implica {\displaystyle x=c}.
No entanto, existem outras noções de distância (como a distância de Manhattan) para as quais essa propriedade não é verdadeira.
Nas geometrias em que o conceito de uma reta é uma noção primitiva, como pode ser o caso em algumas geometrias sintéticas, são necessários outros métodos para determinar a colinearidade.

### Tipos de retas
De certo modo, todas as retas da geometria euclidiana são iguais, pois, sem coordenadas, não se pode diferenciá-las uma da outra. No entanto, as retas podem desempenhar papéis especiais em relação a outros objetos na geometria e ser divididas em tipos de acordo com esse relacionamento. Por exemplo, em relação a uma cônica (uma circunferência, elipse, parábola ou hipérbole), as retas podem ser:
- tangentes, que tocam a cônica em um único ponto;
- secantes, que cruzam a cônica em dois pontos e passam por seu interior;
- externas, que não encontram a cônica em nenhum ponto do plano euclidiano; ou
- uma diretriz, cuja distância de um ponto ajuda a estabelecer se o ponto está na cônica.

No contexto da determinação do paralelismo na geometria euclidiana, uma transversal é uma reta que cruza duas outras retas que podem ou não ser paralelas uma à outra.
Para curvas algébricas mais gerais, as retas também podem ser:
- linhas {\displaystyle i}-secantes, atendendo à curva em {\displaystyle i} pontos contados sem multiplicidade, ou
- assíntotas, às quais uma curva se aproxima arbitrariamente de perto, sem tocá-la.

Com relação aos triângulos, temos:
- a reta de Euler,
- as retas de Simson e
- retas centrais.

Para um quadrilátero convexo com no máximo dois lados paralelos, a reta de Newton é a linha que conecta os pontos médios das duas diagonais.
Para um hexágono com vértices sobre uma cônica, temos a reta de Pascal e, no caso especial em que a cônica é um par de linhas, temos a reta de Pappus.
Retas paralelas são linhas no mesmo plano que nunca se cruzam. As retas de interseção compartilham um único ponto em comum. Retas coincidentes coincidem entre si — cada ponto que está em um deles também está no outro.
Retas perpendiculares são linhas que se cruzam em ângulos retos.
No espaço tridimensional, retas inclinadas são linhas que não estão no mesmo plano e, portanto, não se cruzam.

## Na geometria projetiva
Em muitos modelos de geometria projetiva, a representação de uma reta raramente se ajusta à noção de "curva reta", como é visualizada na geometria euclidiana. Na geometria elíptica, vemos um exemplo típico disso. Na representação esférica da geometria elíptica, as retas são representadas por círculos máximos de uma esfera com pontos diametralmente opostos identificados. Em um modelo diferente de geometria elíptica, as retas são representadas por planos euclidianos que passam pela origem. Embora essas representações sejam visualmente distintas, elas satisfazem todas as propriedades (como dois pontos que determinam uma reta única) que as tornam representações adequadas para as retas nessa geometria.

## Extensões

### Semirreta
Dada uma reta e qualquer ponto {\displaystyle A} nela, podemos considerar {\displaystyle A} como decompondo essa reta em duas partes. Cada uma dessas partes é chamada de semirreta e o ponto {\displaystyle A} é chamado de ponto inicial. O ponto {\displaystyle A} é considerado como parte da semirreta. Intuitivamente, uma semirreta consiste nos pontos de uma reta que passa por {\displaystyle A} e prossegue indefinidamente, começando em {\displaystyle A}, em uma direção apenas ao longo da reta. No entanto, para usar esse conceito de semirreta nas provas, é necessária uma definição mais precisa.
Dados os pontos {\displaystyle A} e {\displaystyle B} distintos, eles determinam uma semirreta único com o ponto inicial {\displaystyle A}. Como dois pontos definem uma reta única, essa semirreta consiste em todos os pontos entre {\displaystyle A} e {\displaystyle B} (incluindo {\displaystyle A} e {\displaystyle B}) e todos os pontos {\displaystyle C} na reta através de {\displaystyle A} e {\displaystyle B}, de modo que {\displaystyle B} esteja entre {\displaystyle A} e {\displaystyle C}. Às vezes, isso também é expresso como o conjunto de todos os pontos {\displaystyle C}, de modo que {\displaystyle A} não esteja entre {\displaystyle B} e {\displaystyle C}. Um ponto {\displaystyle D}, na reta determinada por {\displaystyle A} e {\displaystyle B}, mas não na semirreta com o ponto inicial {\displaystyle A} determinado por {\displaystyle B}, determinará outra semirreta com o ponto inicial {\displaystyle A}. Com relação à semirreta {\displaystyle AB}, a semirreta {\displaystyle AD} é chamado de semirreta oposta.
Assim, diríamos que dois pontos diferentes, {\displaystyle A} e {\displaystyle B}, definem uma reta e uma decomposição dessa reta na união disjunta de um segmento aberto ({\displaystyle A}, {\displaystyle B}) e duas semirretas, {\displaystyle BC} e {\displaystyle AD} (o ponto {\displaystyle D} não é desenhado no diagrama, mas está à esquerda de {\displaystyle A} na reta {\displaystyle AB}). Estes não são semirretas opostas, pois têm pontos iniciais diferentes.
Na geometria euclidiana, duas semirretas com um ponto final comum formam um ângulo.
A definição de uma semirreta depende da noção de intermediação para pontos em uma reta. Segue-se que as semirretas existem apenas para geometrias para as quais essa noção existe, tipicamente geometria euclidiana ou geometria afim sobre um Corpo ordenado. Por outro lado, as semirretas não existem na geometria projetiva nem em uma geometria sobre um corpo não ordenado, como números complexos ou qualquer Corpo finito.
Na topologia, uma semirreta no espaço {\displaystyle X} é uma incorporação contínua de {\displaystyle \mathbb {R} ^{+}\rightarrow X}. É usado para definir o importante conceito de fim do espaço.

### Segmento de reta
Um segmento de reta é uma parte de uma reta que é delimitada por dois pontos finais distintos e contém todos os pontos na reta entre seus pontos finais. Dependendo de como o segmento de reta é definido, um dos dois pontos finais pode ou não fazer parte do segmento de reta. Dois ou mais segmentos de reta podem ter algumas das mesmas relações que as retas, como paralelas, cruzadas ou inclinadas, mas, diferentemente das linhas, elas podem não ser uma delas, se são coplanares e não se cruzam ou são colineares.

### Geodésica
A "falta" e a "retidão" de uma reta, interpretadas como a propriedade de que a distância ao longo da reta entre dois de seus pontos é minimizada (ver desigualdade triangular), pode ser generalizada e leva ao conceito de geodésica em espaços métricos.